# الکساندر کامرون روترفورد
الکساندر کامرون روترفورد (انگلیسی: Alexander Cameron Rutherford؛ ۲ فوریهٔ ۱۸۵۷ – ۱۱ ژوئن ۱۹۴۱) یک سیاست‌مدار اهل کانادا بود.